# Reeves-Gletscher
Der Reeves-Gletscher ist ein breiter Gletscher, der von seinem Entstehungsgebiet nahe dem Polarplateau im ostantarktischen Viktorialand nach Osten zwischen der Eisenhower Range und Mount Larsen verläuft und im Verbund mit der Nansen-Eistafel ins Rossmeer mündet. 
Der Gletscher wurde von Teilnehmern der Nimrod-Expedition (1907–1909) unter der Leitung des britischen Polarforschers Ernest Shackleton entdeckt. Benannt ist er nach dem neuseeländischen Staatsmann William Pember Reeves (1857–1932).